# 오다촌 (돗토리현)
오다촌(小田村)은 일본 돗토리현 이와미군에 설치되었던 촌이다. 현재의 이와미정의 일부에 해당한다.

## 역사
- 1889년 4월 1일 - 신토쿠촌, 다카노촌이 합병해 오다촌이 성립하였다.
- 1953년 7월 1일 - 이와이정, 아지로촌, 다지리촌, 우라토미정, 히가시촌, 가모촌, 혼조촌, 오이촌과 합병해 이와미정이 성립하여, 동일 오다촌은 폐지되었다.

## 교통

### 철도
- 이와이 초영궤도 : 아라카네 광산에서 이와미역으로 광석을 운반.